# Amauridia cristina
Amauridia cristina là một loài bướm đêm trong họ Noctuidae.